# Tokimeki Memorial 2 Taisen Puzzle-Dama
Tokimeki Memorial 2 Taisen Puzzle-Dama (ときめきメモリアル2対戦ぱずるだま Tokimeki Memoriaru Tsu Taisen Pazarudama?) es un videojuego de puzle de Konami lanzado originalmente para PlayStation en marzo de 2001. El título pertenece a la serie Taisen Puzzle-Dama, ambientándose en el universo de Tokimeki Memorial.
- Datos: Q16640711